# روبرتو باتريس
روبرتو باتريس (بالإسبانية: Roberto Batres) هو لاعب كرة قدم إسباني في مركز الوسط، ولد في 8 يناير 1986 في مدريد في إسبانيا. شارك مع منتخب إسبانيا تحت 17 سنة لكرة القدم. أما مع النوادي، فقد لعب مع أتلتيكو مدريد ب وأتلتيكو مدريد ج وأغوف أبيلدورن وشانغهاي غرينلاند شينهوا ونادي ألباسيتي ونادي ألكويانو ونادي ليغانيس ونادي هويسكا.

## وصلات خارجية
- روبرتو باتريس على موقع قاعدة بيانات كرة القدم.إي يو (الإنجليزية)
- روبرتو باتريس على موقع Soccerway.com (الإنجليزية)